# Luquete

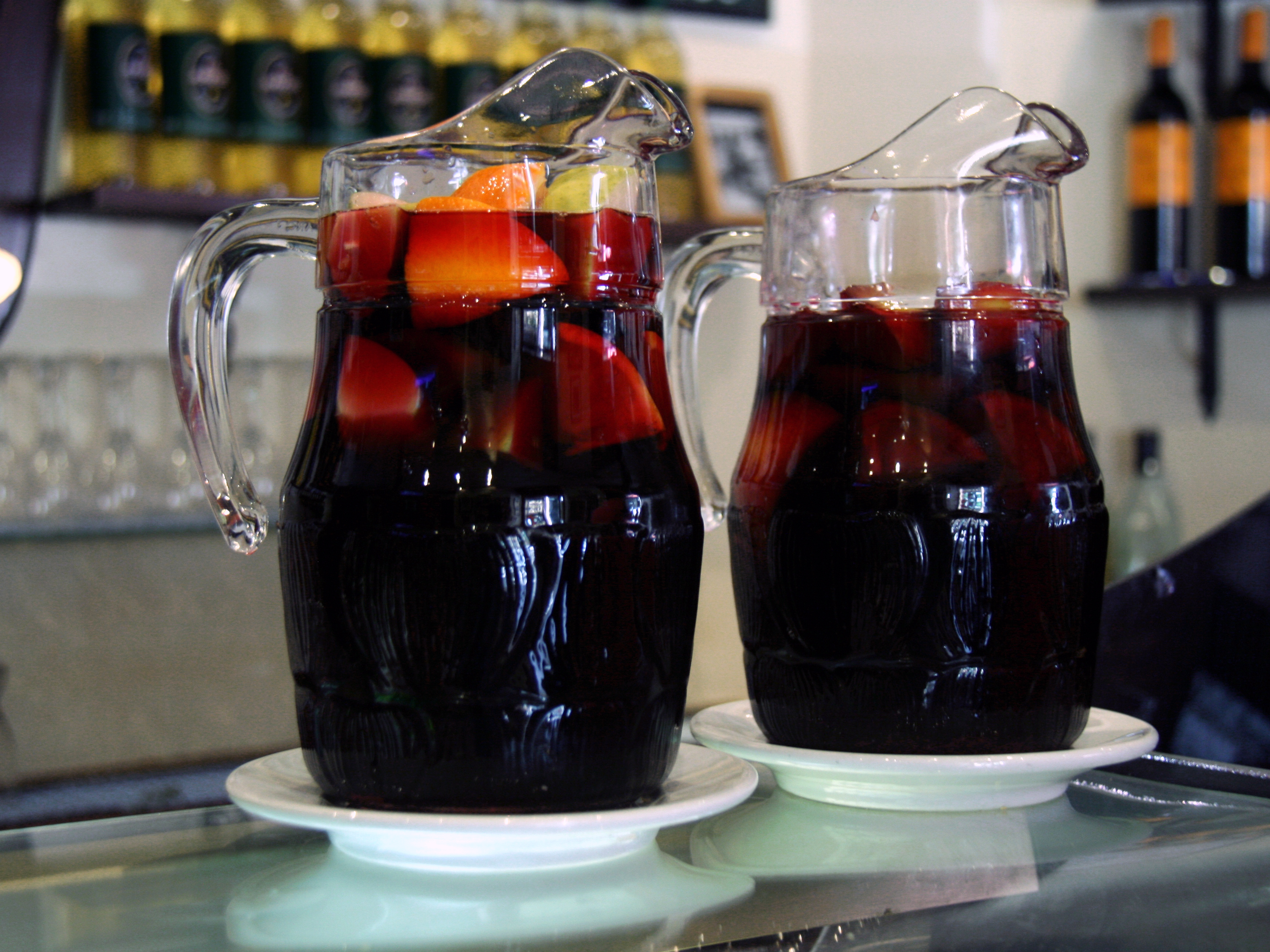
Ejemplo de luquetes en la parte superior de las jarras de sangría.

Luquete es la rodaja de limón o naranja que se echa en el vino para que tome de ella sabor.
Una bebida típica que lleva luquetes es la sangría. 